# Viessmann
Viessmann este unul dintre principalii producători de echipamente de încălzire la nivel mondial care deține în Europa cea mai bine vândută marcă de sisteme de încălzire prin pardoseală.
Compania a fost înființată în Germania în anul 1917 de către Johann Viessmann și este condusă în prezent de Martin Viessmann, nepotul fondatorului.
Viessmann are unități de producție în Europa și America de Nord.

## Cifra de afaceri
- 2011: 1,86 milliarde euro [4]
- 2010: 1,7 milliarde euro
- 2009: 1,6 milliarde euro[2]
- 2008: 1,7 miliarde euro[5]
- 2003: 1 miliard euro[3]

## Număr de angajați
- 2011: 9600[4]
- 2010: 9.400
- 2009: 8.600[5]
- 2004: 6.800[3]

## Viessmann în România
Compania este prezentă și în România din anul 1998 și avea în august 2010 60 de angajați.
Compania deținea în acel an un centru logistic la Brașov, unde se afla sediul central al companiei.
Cifra de afaceri:
- 2009: 24 milioane euro[2]
- 2008: 44 milioane euro[7]
- 2007: 33,6 milioane euro[6]
- 2003: 17 milioane euro[3]

Profit net în 2003: 2,5 milioane euro